# Yodo (uso médico)
 El yodo se usa para tratar y prevenir la deficiencia de yodo y como antiséptico.  Para la deficiencia de yodo, se puede administrar por vía oral o mediante inyección en un músculo.  Como antiséptico, se puede usar en heridas húmedas o para desinfectar la piel antes de una cirugía. 
Los efectos secundarios comunes cuando se aplica sobre la piel incluyen irritación y cambio de coloración.  Cuando se administra por vía oral o por inyección, los efectos secundarios pueden incluir reacciones alérgicas, bocio y disfunción tiroidea.  Se recomienda su uso durante el embarazo en regiones donde la deficiencia es común, en caso contrario no se recomienda.  El yodo es un oligoelemento esencial. 
En 1811 Bernard Courtois aisló el yodo de las algas, mientras que en 1820 Jean-Francois Coindet vinculó la ingesta de yodo con el tamaño del bocio. Se utilizó en un inicio como desinfectante y para tratar el bocio.  Está en la Lista de medicamentos esenciales de la Organización Mundial de la Salud, los medicamentos más efectivos y seguros que se necesitan en un sistema de salud. La sal de mesa con yodo, conocida como sal yodada, está disponible en más de 110 países.  En áreas con bajo contenido de yodo en la dieta, se puede recomendar una dosis de yodo al año, la que cuesta US$0,32.

## Formulaciones
También se utilizan médicamente varias formulaciones que contienen yodo, entre ellas se encuentran:
- Yoduro de potasio (suplemento)
- Solución de Lugol (suplemento y desinfectante)
- Povidona yodada (desinfectante)
- Iohexol (agente de contraste)
- Amidotrizoato (agente de contraste)
- Iotroxato de meglumina (agente de contraste)
- Yodo radiactivo
- Tintura de yodo
- El llamado "yodo naciente"
- Ácido iopanoico (agente de contraste)
- Amiodarona (30% de contenido de yodo)